# Зыча
Зыча — река в России, протекает по Татарстану. Впадает в реку Зай. Длина реки составляет 44 км, площадь водосборного бассейна 577 км².

## Притоки
- 7 км: Лузинка (пр)
- 10 км: Авлашка (пр)
- Каразирек (лв)
- Кушвелга (лв)
- 28 км: Бурдинка (пр)
- Иниш (лв)
- 37 км: Бастырма (лв)
- Кичеалан (пр)

## Данные водного реестра
По данным государственного водного реестра России относится к Камскому бассейновому округу, водохозяйственный участок реки — Кама от Нижнекамского гидроузла и до устья, без реки Вятка, речной подбассейн реки — бассейны притоков Камы до впадения Белой. Речной бассейн реки — Кама.